# Émile Delmas (homme politique, 1885-1948)
Pour les articles homonymes, voir Émile Delmas et Delmas.
Émile Delmas (né le 26 juillet 1885 à Saint-Cirq-Lapopie, dans le Lot et mort le 6 septembre 1948  à Marcilhac-sur-Célé, dans le Lot) est un homme politique français.

## Biographie
Propriétaire exploitant, Émile Delmas est secrétaire général de la Fédération des planteurs de tabacs de France de 1913 à 1945. Conseiller municipal de Marcilhac-sur-Célé en 1919, il est député du Lot de 1919 à 1924, inscrit au groupe de la Gauche républicaine démocratique. Après sa défaite en 1924, il devient agent général d'assurance à Figeac.

## Sources
- « Émile Delmas (homme politique, 1885-1948) », dans le Dictionnaire des parlementaires français (1889-1940), sous la direction de Jean Jolly, PUF, 1960 [détail de l’édition]